# Эпит
Эпит (др.-греч. Αἴπυτος; умер в 1017 году до н. э.) — полулегендарный царь Мессении из рода Гераклидов, правление которого датируют 1070—1017 годами до н. э. Родоначальник Эпитидов.

## Биография
Эпит принадлежал к роду Гераклидов и был потомком Геракла в пятом поколении. Его отец Кресфонт совместно с братом Теменом и племянниками Еврисфеном и Проклом завоевал Пелопоннес, причём при разделе новых земель Кресфонту по жребию досталась Мессения. Матерью Эпита была Меропа, дочь царя Аркадии Кипсела; отец последнего тоже носил имя Эпит.
Отец Эпита во время своего правления Мессенией столкнулся с недовольством знати и был убит заговорщиками вместе со старшими сыновьями. Престол Мессении захватил Полифонт, который, согласно одной из версий, насильно женился на Меропе. Эпит остался в живых. Согласно Павсанию и Псевдо-Аполлодору, он воспитывался тогда у своего деда в Аркадии, а Николай Дамасский пишет, что Эпит появился на свет уже после смерти Кресфонта: беременная Меропа приехала в гости к отцу и в городе Трапезунт разрешилась от бремени.
Достигнув взрослых лет, Эпит отомстил убийцам отца и стал царём Мессении. Павсаний пишет, что это произошло в результате войны, в которой царевича поддержали аркадяне во главе с его дядей по матери Голеасом и дорийцы — двоюродные братья Эпита Истмий Теменид из Аргоса и Прокл с Еврисфеном из Спарты. Гай Юлий Гигин, называющий Эпита Телефонтом, изложил совсем иную версию. Согласно этому автору, сын Меропы воспитывался после гибели отца в доме «некоего этолийца». Став взрослым, царевич узнал, что Полифонт объявил щедрую награду за его голову; тогда Телефонт под чужим именем приехал в столицу Мессении и потребовал награду, сказав, что убил сына Кресфонта. Меропа уже собиралась зарубить его, спящего, секирой, чтобы отомстить за сына, но в последний момент старый слуга всё ей объяснил. Тогда Меропа и Телефонт сообща убили Полифонта. В дальнейшем, по словам античных авторов, Эпит правил очень мудро, привлекая на свою сторону народ подарками, а аристократов — «обходительностью». В результате мессенцы в знак благодарности и уважения стали называть его потомков не Гераклидами, а Эпитидами.
Эпит стал персонажем трагедии Еврипида «Кресфонт», текст которой полностью утрачен. В этой пьесе рассказывается о мести Полифонту; при этом сына Меропы там зовут не Эпитом, а Кресфонтом.
Исследователи относят Эпитидов, включая их родоначальника, к числу полностью или частично легендарных правителей. Гибель Кресфонта датируется 1084 годом до н. э., месть Эпита за отца и его воцарение в Мессении — 1070 годом до н. э., а смерть Эпита — 1017 годом до н. э.

## Потомки
Сыном и преемником Эпита был Главк. Эпитиды правили Мессенией в течение ещё ряда поколений. Античные авторы сообщают, что во время первой войны со Спартой в VIII веке до н. э. мессенцам была предсказана победа в случае, если они принесут в жертву богам «деву чистую Эпита крови». По данным некоторых источников, такое жертвоприношение было признано невозможным, поскольку Эпит в своё время привёл на родину чужеземную армию, а значит, кровь его потомков чистой не была. В результате Мессения была завоёвана спартанцами.